# Дондуков, Александр Николаевич
Александр Николаевич Дондуков (род. 1954, Куйбышев, РСФСР, СССР) — авиаконструктор, российский государственный деятель, доктор технических наук.

## Биография

### Ранние годы
Родился 29 марта (по другим сведениям, 29 января) 1954 года в Куйбышеве (ныне Самара). Отец Н. А. Дондуков, руководитель Куйбышевского конструкторского бюро машиностроения, позднее — заместитель министра авиационной промышленности СССР. Мать — школьная учительница. Окончил Московский авиационный институт (1976).

### Работа в авиационной промышленности
С 1976 по 1984 год работал в ОКБ имени А. И. Микояна: инженером-конструктором, помощником ведущего инженера, ведущим инженером по летным испытаниям, ведущим конструктором по корабельному варианту МиГ-29;
- с 1984 года — заместитель главного конструктора ОКБ имени А. С. Яковлева по двигателям[4], главный конструктор;
- в 1989—2000 годах — генеральный конструктор ОКБ им. А. С. Яковлева[4].

Участвовал в создании самолётов Як-54, Як-58, Як-130, Як-141, Як-242.
С 1991 года — председатель Совета директоров ТОО «Корпорация „ЯК“». Генеральный конструктор и председатель Совета директоров акционерного общества «ОКБ им. А. С. Яковлева».

### Общественная деятельность и государственная служба
С 1994 года — член Совета по промышленной политике и предпринимательству при Правительстве РФ. В 1995 году на выборах в Государственную Думу баллотировался по федеральному списку Конгресса русских общин (был № 1 по Москве). Избирательное объединение не преодолело 5-процентный барьер.
В апреле 1996 года подписал обращение 13 предпринимателей «Выйти из тупика!» к кандидатам в президенты России с призывом найти компромисс. С июня 1996 года — член Совета директоров банка «Деловая Россия». В апреле 1997 года избран в Совет Всероссийского общественно-политического движения «Наш дом — Россия». В апреле 1997 года утвержден Правительством членом оргкомитета юбилейных мероприятий, посвящённых 60-летию перелёта В. Чкалова в Америку.
Член правления Ассоциации приватизируемых и частных предприятий (1996). С июля 1994 года — член Комиссии Правительства Москвы по созданию аэроузла авиации общего назначения на базе Центрального аэродрома им. Фрунзе и аэродрома Тушино.
С мая 1995 года — член Координационного совета Правительства Москвы для осуществления работ по созданию новых видов транспорта в Московском регионе. С января 1997 года — член Президиума координационного совета Правительства Москвы по решению комплексной проблемы создания новых видов транспорта в Московском регионе, руководитель Рабочей группы по вопросам создания подвижного состава.
В сентябре 1999 года был включен в общефедеральный список избирательного объединения «За гражданское достоинство» (№ 2 в центральной части списка) для участия в выборах в Государственную Думу (руководитель объединения — Э. Памфилова).
В 2000—2001 годах работал министром промышленности, науки и технологий. Освобождён от этой должности в связи с введением поста вице-премьера Правительства РФ — министра промышленности, науки и технологий. На его место был назначен Илья Клебанов.
Дондуков был один из инициаторов и спонсоров создания авиационного музея на Ходынском поле в Москве.

## Награды
- лауреат Государственной премии РФ (1998)
- орден «За заслуги перед Отечеством» IV степени (2000)
- орден Почёта